# Steffen Liebetrau
Steffen Marc Liebetrau (* 28. September 1972 in Frankfurt am Main; † 2. April 2015) war ein deutscher Triathlet.

## Werdegang
1996 nahm Steffen Liebetrau an seinem ersten Triathlon, dem Breisgau Triathlon in Malterdingen, teil.

Nach Abschluss seines BWL- und Sportwissenschaften-Studiums startete der starke Radfahrer ab 2002 als Profi-Triathlet und er konzentrierte sich bald auf die Langdistanz.
2003 belegte er bei der Triathlon-Weltmeisterschaft auf der Langdistanz als zweitbester Deutscher den 22. Rang.
Er wurde zwischen 2004 und 2006 beim Ironman Lanzarote dreimal in Folge Zweiter.
Im August 2009 erklärte Liebetrau das Ende seiner Profikarriere, nachdem er wegen eines Blutgerinnsels im Herzen bereits alle Rennen für 2009 abgesagt hatte.
Steffen Liebetrau verstarb am 2. April 2015 im Alter von 42 Jahren.

## Sportliche Erfolge
| Datum/Jahr    | Platz | Wettbewerb                      | Austragungsort | Zeit     | Bemerkung                                                                |
| ------------- | ----- | ------------------------------- | -------------- | -------- | ------------------------------------------------------------------------ |
| 14. Juni 2009 | 15    | Challenge Kraichgau             | Kraichgau      | 04:19:30 | auf der Mitteldistanz – letztes Rennen von Liebetrau                     |
| 6. Mai 2007   | 16    | Siegerland-Cup                  | Buschhütten    | 01:48:39 | [ 5 ]                                                                    |
| 7. Mai 2006   | 1     | Siegerland-Cup                  | Buschhütten    |          | Neben Ina Reinders bei den Frauen gewinnt Liebetrau den Triathlon.       |
| 1. Aug. 2004  | 7     | HeidelbergMan                   | Heidelberg     | 02:09:56 | auf der Kurzdistanz (1,7 km Schwimmen, 36 km Radfahren und 10 km Laufen) |
| Aug. 2004     | 1     | BASF Triathlon-Cup Rhein-Neckar | Viernheim      |          | Dritter Sieg in Folge – über die olympische Distanz                      |
| 10. Aug. 2003 | 2     | HeidelbergMan                   | Heidelberg     | 02:07:21 | Zweiter hinter Timo Bracht                                               |
| Aug. 2003     | 1     | BASF Triathlon-Cup Rhein-Neckar | Viernheim      |          | Sieg über die olympische Distanz – neben Almuth Grüber bei den Frauen    |
| 2003          | 1     | Bad Emder Therme-Triathlon      | Bad Ems        | 02:13:42 | Sieger auf der Kurzdistanz, neben Katja Schumacher bei den Frauen        |
| Aug. 2002     | 1     | BASF Triathlon-Cup Rhein-Neckar | Viernheim      |          | Sieg über die olympische Distanz                                         |
| 2002          | 1     | Cologne Classic                 | Köln           |          | Triathlon über die Mitteldistanz                                         |

| Datum/Jahr    | Platz | Wettbewerb                                      | Austragungsort    | Zeit     | Bemerkung                            |
| ------------- | ----- | ----------------------------------------------- | ----------------- | -------- | ------------------------------------ |
| 11. Okt. 2008 | 29    | Ironman Hawaii                                  | Hawaii            | 08:59:07 |                                      |
| 13. Apr. 2008 | 5     | Ironman South Africa                            | Port Elizabeth    | 08:34:00 | hinter dem Sieger Stephen Bayliss    |
| 2. Sep. 2007  | 1     | Cologne 226                                     | Köln              | 08:26:00 | persönliche Bestzeit Ironman-Distanz |
| 20. Mai 2006  | 2     | Ironman Lanzarote                               | Puerto del Carmen | 08:56:32 |                                      |
| 5. Nov. 2005  | 2     | Ironman Florida                                 | Panama City       | 08:33:51 |                                      |
| 10. Juli 2005 | 8     | Ironman Germany                                 | Frankfurt am Main | 08:51:05 |                                      |
| 21. Mai 2005  | 2     | Ironman Lanzarote                               | Puerto del Carmen | 08:57:10 |                                      |
| 16. Okt. 2004 | 17    | Ironman Hawaii                                  | Hawaii            | 09:21:25 |                                      |
| 11. Juli 2004 | 10    | Ironman Germany                                 | Frankfurt am Main | 08:42:43 |                                      |
| 22. Mai 2004  | 2     | Ironman Lanzarote                               | Puerto del Carmen | 08:51:17 |                                      |
| 11. Mai 2003  | 22    | ITU Long Distance Triathlon World Championships | Ibiza             | 05:55:37 |                                      |
| 22. Mai 1999  | 4     | Ironman Lanzarote                               | Puerto del Carmen | 09:23:54 |                                      |
| 23. Mai 1998  | 8     | Ironman Lanzarote                               | Puerto del Carmen | 09:30:02 |                                      |
| 18. Okt. 1997 | 71    | Ironman Hawaii                                  | Hawaii            | 09:33:18 |                                      |
| 3. Aug. 1997  | 9     | Ironman Switzerland                             | Zürich            | 09:07:10 |                                      |

(DNF – Did Not Finish)